# Wishing (DJ Drama)
Wishing è un singolo del DJ statunitense DJ Drama in collaborazione con Chris Brown, Skeme & Lyquin estratto come secondo singolo d'anticipazione dal suo secondo album Quality Street Music 2.

## Descrizione
Wishing è un brano urban con influenze trap e alternative R&B, con una produzione che unisce hi-hat, roland TR-808 e battiti di pianoforte.

## Il video musicale
Il videoclip del brano è stato pubblicato il 26 maggio mediante il canale VEVO di DJ Drama, e mostra gli artisti presenti nel brano avere problemi con la legge a causa di alcune relazioni avute con ragazze in passato. Nel video c'è un cameo del rapper statunitense 50 Cent.

## Classifiche
| Classifica (2016)         | Posizione massima |
| ------------------------- | ----------------- |
| Stati Uniti               | 77                |
| Stati Uniti (R&B/hip-hop) | 29                |